# Герен, Даниэль
Даниэль Герен (фр. Daniel Guérin; 19 мая 1904 — 14 апреля 1988) — французский анархист, теоретик либертарного коммунизма и публицист, автор самой известной работы «Анархизм: от теории к практике», а также хрестоматии «Ни бога, ни хозяина: Антология анархизма», где собрал тексты анархистов от первых трудов Макса Штирнера середины XIX века по первую половину XX века. Выступал против нацизма, фашизма и колониализма, а также поддерживал Национальную конфедерацию труда (CNT) в ходе гражданской войны в Испании. Герен, бывший на протяжении жизни активистом ряда левосоциалистических, троцкистских и анархо-коммунистических групп, пришёл к необходимости синтеза либертарного марксизма и анархизма.

## Биография
Поэт, литературный критик и журналист Даниэль Герен посещает Ливан (1927—1929) и французский Индокитай (1929—1930), в результате увиденного став страстным противником колониализма. Тогда же Герен начинает публиковаться в газетах «Революсьен Пролетарьен» и активистом «Синдиката корректоров» — организации с давними традициями радикального неповиновения и самоорганизации трудящихся. Одно время синдикат, под влиянием Герена, угрожал даже начать без объявления акцию творческого саботажа со стороны корректоров, которая заключалась бы в том, что корректоры в последний момент и по собственному усмотрению вставляли бы революционные цитаты, призывы, инструкции и лозунги во все завтрашние газеты, журналы и новые книги. Несмотря на то, что этот смелый план так и не был тотально реализован, отдельные случаи подобных действий со стороны радикально настроенных корректоров, например, появление в колонках биржевых или международных новостей сообщений о завтрашних собраниях и митингах, не раз отслеживались и пресекались. В пятидесятых годах Герен увлекается глубоким анализом экономических моделей фашистских и просто авторитарных режимов, поддерживает активные отношения с палестинским и алжирским сопротивлением, постоянно настаивая на практической несовместимости социального романтизма, питающего национально-освободительные движения и социального авторитаризма лидеров этих движений, использующих народную энергию в узко политических целях. Несмотря на свои 64 года, Герен с восторгом принимает парижскую «студенческую революцию» 68-го и волну аналогичных выступлений по всему миру.
Среди тех, на кого он особо повлиял - Андрей Грубачич.